# Patrouille militaire aux Jeux olympiques de 1936
Aux Jeux olympiques d'hiver de 1936 organisés à Garmisch-Partenkirchen en Allemagne, une compétition de patrouille militaire a eu lieu le 14 février. Discipline olympique officielle en 1924, puis déclassé en sport de démonstration aux Jeux olympiques de 1928 et enfin absent en 1932, le ski militaire effectue ainsi son retour au programme olympique, en partie afin de donner satisfaction au désir exprimé par Adolf Hitler. La compétition se déroule néanmoins en tant que sport de démonstration, comme en 1928. La patrouille militaire est considérée comme le précurseur du biathlon.

## Podium
| Épreuve            | Or     | Argent   | Bronze |
| ------------------ | ------ | -------- | ------ |
| Course par équipes | Italie | Finlande | Suède  |

## Résultats
| Rang | Équipe                                                                            | Temps             |
| ---- | --------------------------------------------------------------------------------- | ----------------- |
| 1    | Italie (Enrico Silvestri, Luigi Perenni, Stefano Sertorelli, Sisto Scilligo)      | 2 h 28 min 35 s 0 |
| 2    | Finlande (Eino Kuvaja, Olli Remes, Kalle Arantola, Olli Huttunen)                 | 2 h 28 min 49 s 0 |
| 3    | Suède (Gunnar Wåhlberg, Seth Olofsson, Ragnar Wiksten, John Westberg)             | 2 h 35 min 24 s 0 |
| 4    | Autriche (Albert Bach, Edwin Hartmann, Franz Hiermann, Eugen Tschurtschentaler)   | 2 h 36 min 19 s 0 |
| 5    | Allemagne (Herbert Leupold, Johann Hieble, Hermann Lochbühler, Michael Kirchmann) | 2 h 36 min 24 s 0 |
| 6    | France (Jacques Faure, Marcel Cohendoz, Eugène Sibué, Jean Morand)                | 2 h 40 min 55 s 0 |
| 7    | Suisse (Arnold Käch, Josef Jauch, Eduard Waser, Josef Lindauer)                   | 2 h 43 min 39 s 0 |
| 8    | Tchécoslovaquie (Karel Šteiner, Josef Mateásko, Bohuslav Musil, Bohumil Kosour)   | 2 h 50 min 08 s 8 |
| 9    | Pologne (Władysław Żytkowicz, Jan Pydych, Józef Zubek, Adam Rzepka)               | 2 h 52 min 27 s 0 |